# Otmar Issing
Otmar Issing (* 27. März 1936 in Würzburg) ist ein deutscher Ökonom und war Präsident des Center for Financial Studies. Darüber hinaus ist er Vorsitzender des Kuratoriums der Gesellschaft für Kapitalmarktforschung e. V. und des House of Finance an der Goethe-Universität Frankfurt. Als ehemaliger Chefvolkswirt und ehemaliges Direktoriumsmitglied der Europäischen Zentralbank (EZB) war Issing 1998 maßgeblich am Entwurf der geldpolitischen Strategie der EZB beteiligt. Er gilt als einer der führenden Vertreter der Theorierichtung des Monetarismus in Deutschland.

## Lebenslauf
Der Sohn eines Gastwirts begann nach dem Abitur in Würzburg am Riemenschneider-Gymnasium 1954 zunächst ein Studium der klassischen Philologie an der Universität Würzburg, 1955 wechselte er zur Volkswirtschaftslehre. Nach Auslandssemestern in London und Paris legte er 1960 an der Universität Würzburg das Examen ab und erlangte den Abschluss als Diplom-Volkswirt. Von 1960 bis 1966 war er als wissenschaftlicher Mitarbeiter an der Universität Würzburg tätig. 1961 schloss er seine Dissertation über Monetäre Probleme der Konjunkturpolitik in der EWG ab, 1965 habilitierte er sich mit der Arbeit Leitwährung und internationale Wirtschaftsordnung und erlangte die Venia legendi für Volkswirtschaftslehre.
Er ist verheiratet und hat zwei Kinder.

## Funktionen und Mitgliedschaften
1967 wurde er als Direktor des Instituts für Internationale Wirtschaftsbeziehungen an die Universität Erlangen-Nürnberg berufen. 1973 wechselte er auf den Lehrstuhl für Volkswirtschaftslehre, Geld und Internationale Wirtschaftsbeziehungen an der Universität Würzburg. 1983 erhielt er einen Ruf an die Universität Konstanz, lehnte diesen jedoch ab. Weitere Lehr- und Forschungsaufenthalte führten ihn u. a. an die Philipps-Universität Marburg, die University of Michigan in Ann Arbor sowie den Internationalen Währungsfonds in Washington, D.C.
1987 bis 1990 war er Mitglied im Kronberger Kreis, dem wissenschaftlichen Beirat der wirtschaftsliberalen Denkfabrik Stiftung Marktwirtschaft.
Von 1988 bis 1990 war er Mitglied des Sachverständigenrates zur Begutachtung der gesamtwirtschaftlichen Entwicklung. Aus diesem Gremium schied er jedoch im September 1990 aus, als er ins Direktorium der Deutschen Bundesbank berufen wurde, wo er die Position des Chefvolkswirtes bis 1998 übernahm.
Von 1998 bis 2006 war Issing eines von sechs Mitgliedern im Direktorium der Europäischen Zentralbank (verantwortlich für die Generaldirektionen Forschung und Wirtschaft) sowie der Chefökonom der EZB. Neben dem Präsidenten Wim Duisenberg wurde er als einziger für die höchstmögliche Amtszeit von acht Jahren berufen, die Ernennung der anderen Direktoriumsmitglieder erfolgte hingegen einmalig gestaffelt (4–7 Jahre). Otmar Issing schied im Mai 2006 turnusgemäß aus dem Direktorium der EZB aus.
Er war 2007 bis 2018 „International Advisor“ der US-amerikanischen Investmentbank Goldman Sachs und bereits seit Juni 2006 Präsident des Center for Financial Studies (CFS) an der Universität Frankfurt. Im Oktober 2008 übernahm Issing den Vorsitz einer Expertengruppe, die im Auftrag der Bundesregierung (damals Kabinett Merkel I) Vorschläge für eine Reform der internationalen Finanzmärkte erarbeiten sollte. Ihren sechsten und letzten Bericht übergab die Kommission „Neue Finanzmarktarchitektur“ der Bundesregierung kurz vor dem G20-Gipfel in Cannes im November 2011. Er war außerdem Mitglied der G20 Eminent Persons Group für Global Financial Governance, die von den G20-Finanzministern und Notenbankgouverneuren für den Zeitraum 2017–2018 eingerichtet wurde.
Mitgliedschaften: Verein für Socialpolitik, American Economic Association, Ordentliches Mitglied der Akademie der Wissenschaften und der Literatur (1989–1991 Korrespondierendes Mitglied), Academia Scientiarum et Artium Europaea, Walter Eucken Institut, Führungskreis Institute for European Affairs (INEA), Euro50 Gruppe, Council for the Future of Europe (Nicolas Berggruen Institute), Advisory Board of Globalization and Monetary Policy Institute, Federal Reserve Bank of Dallas (bis 2016), International Advisory Council, Bocconi-Universiträt Mailand (bis 2015). 

## Positionen
Issing kritisierte in mehreren Interviews, dass Verträge und Vereinbarungen, die die EU-Mitgliedstaaten zu Beginn der Währungsunion geschlossen hatten, während der Staatsschuldenkrise verletzt wurden. Insbesondere warnte er davor, gegen die No-Bailout-Klausel zu verstoßen, die es verbietet, dass Regierungen für die Schulden anderer Länder haften. Issing kritisierte zudem die EZB vehement dafür, Staatsanleihen von Krisenländern aufzukaufen. Er sprach sich darüber hinaus gegen die Ansiedlung einer europäischen Bankenaufsicht bei der EZB aus.

## Auszeichnungen und Preise
- seit 1991 Honorarprofessor an der Universität Würzburg
- 1993 Verdienstkreuz 1. Klasse des Verdienstordens der Bundesrepublik Deutschland
- 1996 Ehrenpromotion durch die Fakultät für Rechts- und Wirtschaftswissenschaften der Universität Bayreuth
- 1998 Ehrenpromotion durch die Fakultät für Wirtschaftswissenschaften und Statistik der Universität Konstanz
- 1999 Ehrenpromotion durch die Fakultät für Wirtschaftswissenschaften der Goethe-Universität, Frankfurt am Main
- 2003 Internationaler Preis der Friedrich-August-von-Hayek-Stiftung
- 2004 Bernhard-Harms-Medaille des Instituts für Weltwirtschaft Kiel
- 2005 Prof. Hans-Möller-Medaille der Universität München für große Verdienste um die Volkswirtschaftslehre
- 2006 Großes Verdienstkreuz des Verdienstordens der Bundesrepublik Deutschland
- 2006 Ludwig-Erhard-Preis für Wirtschaftspublizistik der Ludwig-Erhard-Stiftung
- 2006 Großoffizier des Verdienstordens des Großherzogtums Luxemburg, Ernennung zum Grand Officier de l´Ordre der Mérite de Louxembourg
- 2007 Auszeichnung mit der Silbernen Stadtplakette der Stadt Würzburg
- 2007 Honorarprofessor an der Goethe-Universität, Frankfurt am Main
- 2010 Verleihung der Laurea Honoris Causa in International Economic Integration durch die Fakultät für Wirtschaftswissenschaften der Universität Pavia
- 2011 Gustav-Stolper-Preis des Vereins für Socialpolitik[14]
- 2016 Ehrensenator der Universität Würzburg
- 2017 Europa-Medaille Karl IV

## Publikationen
Die beiden Hauptschwerpunkte seiner wissenschaftlichen Publikationen sind die Gebiete Geldtheorie und -politik sowie die internationalen Wirtschaftsbeziehungen. Weiterhin hat sich Otmar Issing auch der Dogmengeschichte der Nationalökonomie gewidmet.
- Otmar Issing (1964), Monetäre Probleme der Konjunkturpolitik in der EWG (Dissertation), Berlin: Duncker & Humblot
- Otmar Issing (1965), Leitwährung und internationale Währungsordnung (Habilitation), Berlin: Duncker & Humblot
- Otmar Issing (1974), Einführung in die Geldtheorie, München: Vahlen, 15. Auflage 2011, ISBN 978-3-8006-3810-9
- Otmar Issing (1981), Einführung in die Geldpolitik, München: Vahlen, 6. Auflage 1996, ISBN 3-8006-2098-7
- Otmar Issing (Hrsg., 1984), Geschichte der Nationalökonomie, München: Vahlen, 4. Auflage 2002, ISBN 3-8006-2804-X
- Erwin Dichtl, Otmar Issing (Hrsg., 1987), Vahlens großes Wirtschaftslexikon, München: Vahlen, 2. Auflage 1994, ISBN 3-8006-1698-X
- Helmut Hesse, Otmar Issing (Hrsg., 1994), Geld und Moral, München: Vahlen, ISBN 3-8006-1832-X
- Otmar Issing (1996), Einführung in die Geldpolitik, München: Vahlen, ISBN 978-3-8006-2098-2
- Otmar Issing (1998), Von der D-Mark zum Euro, Tübingen: Mohr Siebeck, ISBN 978-3-16-146921-3
- Otmar Issing (1999), Stabiles Geld – Fundament der Sozialen Marktwirtschaft, Rede
- Otmar Issing, Vitor Gaspar, Ignazio Angeloni, Oreste Tristani (2001), Monetary Policy in the Euro Area, Cambridge University Press, ISBN 0-521-78888-9
- Otmar Issing, Vitor Gaspar, Oreste Tristani, David Vestin (2005), Imperfect knowledge and Monetary Policy, Cambridge University Press
- Otmar Issing (2008), Der Euro. Geburt – Erfolg – Zukunft, München: Vahlen, ISBN 978-3-8006-3496-5
- Otmar Issing, Andreas Scholz (2012), Wie wir den Euro retten und Europa stärken: Prof. Otmar Issing im Gespräch mit Andreas Scholz, Kulmbach: Börsenbuchverlag, ISBN 978-3-86470-079-8
- Otmar Issing (2016), Der Euro in stürmischen Zeiten, München: Vahlen, ISBN 978-3-8006-5256-3

Otmar Issing war gemeinsam mit Erwin Dichtl 1972 Begründer und (bis 1990) Mitherausgeber von Wirtschaftswissenschaftliches Studium, Zeitschrift für Ausbildung und Hochschulkontakt (WiSt).

## Belege
1. ↑  Forschung Frankfurt 2.2012: Geld im Wandel (PDF; 11,0 MB)
2. ↑  The Wall Street Journal, 14. Mai 2012: „Issing: Griechenland könnte keine andere Wahl haben als Euro zu verlassen“ (deutsche Fassung)
3. ↑  Frankfurter Allgemeine Zeitung, 11. Juni 2012: „Europa in Not – Deutschland in Gefahr“
4. ↑  Financial Times, 29. Juli 2012: „Europe’s political union is an idea worthy of satire“
5. ↑  Frankfurter Allgemeine Zeitung, 9. August 2012: „Die EZB wird zum Gefangenen der Politik“
6. ↑  Frankfurter Allgemeine Zeitung, 6. September 2012: „Otmar Issing warnt vor Politisierung der Notenbank“
7. ↑  Die Welt, 26. September 2012: „Geldpolitik stößt an ihre Grenzen“
8. ↑  Financial Times, 29. Juli 2012: „Europe’s political union is an idea worthy of satire“
9. ↑  Börsen-Zeitung, 19. September 2012: „Harte Kritik an Brüsseler Plänen“
10. ↑  Welt Online, 15. Oktober 2012: „Inflation ist die unsozialste Politik“
11. ↑  Frankfurter Allgemeine Zeitung, 1. November 2012: „Issing warnt vor Aufsichtsplänen“
12. ↑  Handelsblatt, 1. November 2012: „Issing hält Bankenunion für Irrweg“
13. ↑  Börsen-Zeitung, 29. Dezember 2012: „Der Bock als Gärtner“
14. ↑  Gustav-Stolper-Preis, Liste der Preistraeger. Website des Vereins für Socialpolitik. Abgerufen am 24. Oktober 2019.

| Personendaten    | Personendaten    |
| ---------------- | ---------------- |
| NAME             | Issing, Otmar    |
| KURZBESCHREIBUNG | deutscher Ökonom |
| GEBURTSDATUM     | 27. März 1936    |
| GEBURTSORT       | Würzburg         |